# 杉原海灣

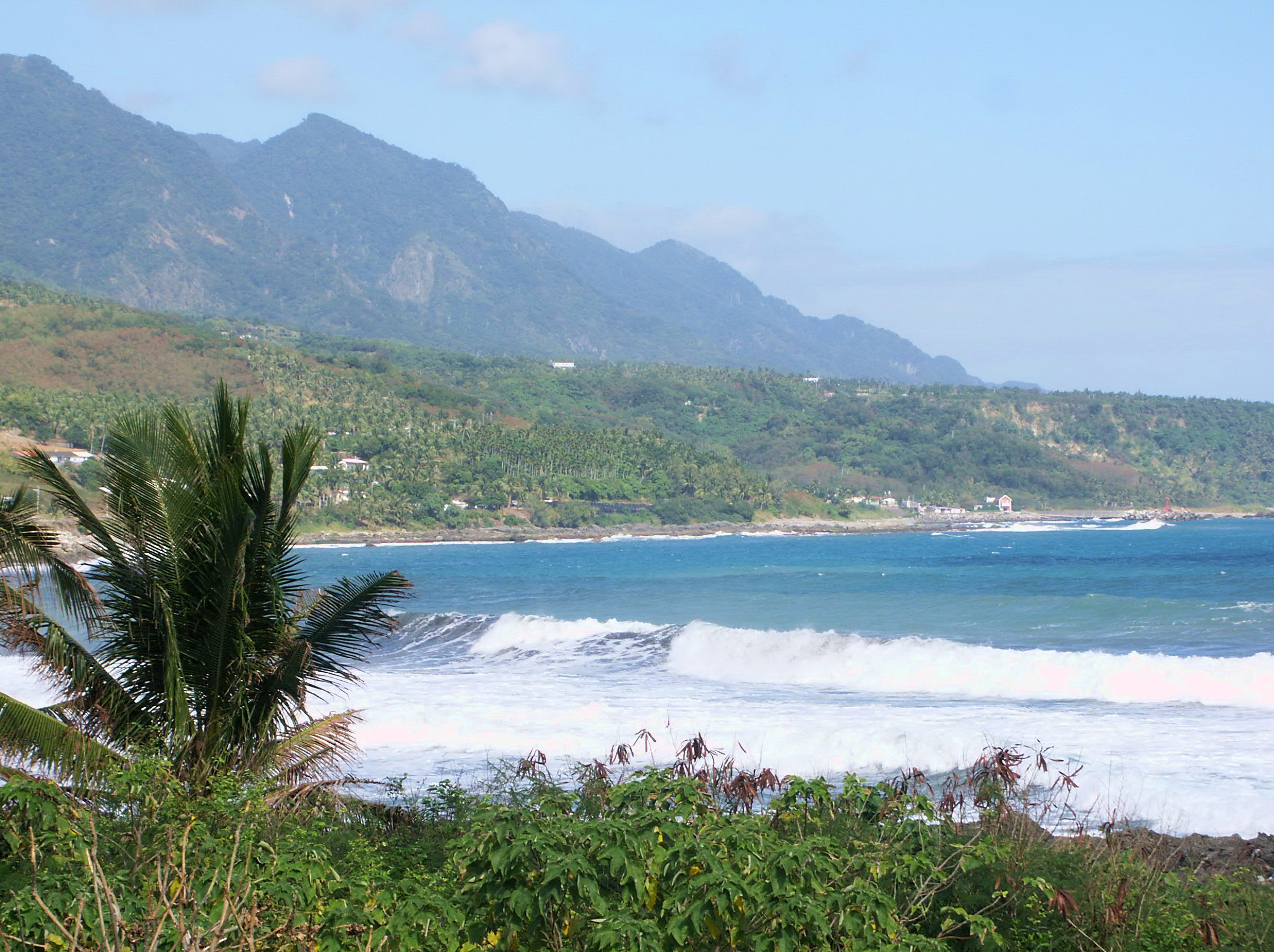

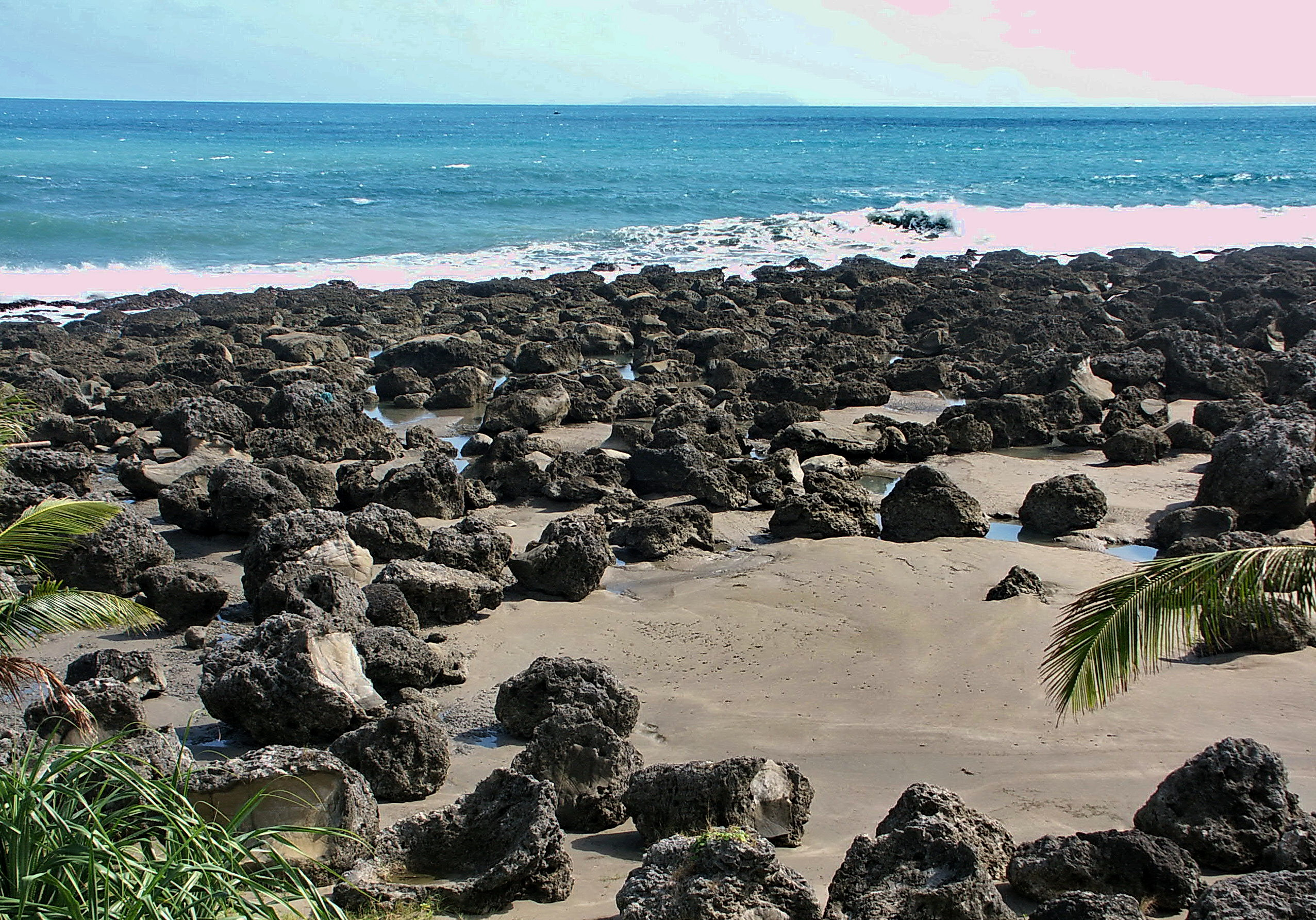

杉原海灣，位於臺灣臺東縣卑南鄉富山村海岸，為台東縣唯一的沙灘。海灣原屬於阿美族加路蘭部落傳統領域，當地阿美族人稱其為「Fudafudak」，意思是「閃閃發光」。台東縣政府原在此開發了杉原海水浴場，2005年，以BOT方式，將海水浴場出租給飯店業者開發美麗灣渡假村飯店引發爭議，經法院判決環境影響評估程序與建照發放違法。

## 生態
2008年，中央研究院在此在進行研究，發現海灣內除了擁有完整珊瑚礁外，還有罕見的貝氏耳紋珊瑚。